# Tinimbang ka ngunit kulang
Pour plus de détails, voir Fiche technique et Distribution.
Tinimbang ka ngunit kulang est un film philippin réalisé par Lino Brocka, sorti en 1974.

## Synopsis
Un homme marié oblige une femme à avorter. Elle a l'esprit dérangé et vit dans un cimetière. Un homme lépreux vivant aux alentours l'attire chez lui. Une relation d'amour commence.

## Fiche technique
- Titre original : Tinimbang ka ngunit kulang
- Titre anglais : Weighed But Found Wanting
- Réalisation : Lino Brocka
- Scénario : Lino Brocka et Mario O'Hara
- Pays d'origine :  Philippines
- Format : Couleurs - 35 mm - Mono
- Genre : drame
- Durée : 128 minutes
- Date de sortie : 1974

## Distribution
- Lolita Rodriguez : Kuala
- Lilia Dizon : Madame Carolina Blanco
- Eddie Garcia : Monsieur Cesar Blanco
- Mario O'Hara : Bertong Ketong
- Hilda Koronel : Evangeline Ortega
- Christopher De Leon : Junior

## Récompenses
Six prix obtenus au Filipino Academy of Movie Arts and Sciences Awards : pour le réalisateur, l'image, les acteurs De Leon et Rodriguez, ainsi que pour les thèmes musicaux.